# Zaccaria Giovanni Savoretti
Zaccaria Giovanni Savoretti (Alternativversion: Giovanni Zaccaria Savoretti; * 1920; † 29. Juli 2011) war ein Politiker aus San Marino, der unter anderem 1958 Capitano Reggente war.

## Leben
Zaccaria Giovanni Savoretti wurde am 11. März 1945 für die Demokratische Union UDS (Unione Democratica Sammarinese) erstmals Mitglied des Großen und Allgemeinen Rates (Consiglio Grande e Generale) und gehörte diesem in der 12., 13., 14., 15., 16., 17. und der 18. Legislaturperiode bis zum 8. September 1974 an, wobei er seit dem 27. Februar 1949 die Volksallianz APS (Alleanza Popolare Sammarinese) sowie ab dem 16. September 1951 die Christlich-Demokratische Partei PDCS (Partito Democratico Cristiano Sammarinese) vertrat.
Er war zugleich Mitglied des achten Kabinetts, das keine reguläre Regierung, sondern ein Notstandskabinett war, zusammengesetzt aus Mitgliedern aller Fraktionen und das vom 30. Juni bis 23. September 1951 amtierte. Die seit Kriegsende gemeinsam regierenden Kommunistische Partei PCS (Partito Comunista Sammarinese) und Sozialistische Partei PSS (Partito Socialista Sammarinese) setzten auch nach der Parlamentswahl 1955, bei der sie zusammen 35 von 60 Sitzen erhielten, ihre Zusammenarbeit fort. Nachdem die Regierung am 18. September 1957 durch den Austritt von fünf PSS- und einem PCS-Abgeordneten die Mehrheit verloren hatte, kam es zu einer Verfassungskrise. Die bisherige Opposition, die inzwischen über 31 Sitze im Parlament verfügte, ernannte eine provisorische Regierung (comitato esecutivo), der Federigo Bigi, Giovanni Zaccaria Savoretti, Pietro Giancecchi und Alvaro Casali angehörten. Die provisorische Regierung zog sich in das grenznahe Rovereta zurück. Nachdem Italien im Zuge der Auseinandersetzungen von Rovereta (Fatti di Rovereta) die Grenzen abriegelte und ein Einmarsch drohte, gab die alte Regierung auf. Am 23. Oktober 1957 wurde eine neue Regierung (Congresso di Stato) vom Parlament (Consiglio Grande e Generale) gewählt.
In der darauf folgenden „regulären“ Regierung, dem elften Kabinett, fungierte Savoretti zwischen dem 30. Oktober 1957 und dem 29. September 1959 als Minister für Unterstützung und Vorsorge (Deputato per la Previdenza e l’Assistenza) und bekleidete dieses Ministeramt vom 29. September 1959 bis zu seiner Ablösung durch Nelson Della Balda am 5. Dezember 1961 auch im zwölften Kabinett. Zwischenzeitlich war er darüber hinaus gemeinsam mit Stelio Montironi vom 1. April bis zum 1. Oktober 1958 Capitano Reggente und damit einer der beiden kollegial amtierenden gleichberechtigten Staatsoberhäupter von San Marino. Er war zuletzt im 15. Kabinett zwischen dem 6. November 1969 und seiner Ablösung durch Luigi Lonfernini am 5. Mai 1970 schließlich noch Minister für Landwirtschaft und Industrie (Deputato per l’Agricultura e l’Industria).

## Hintergrundliteratur
- Friedrich Kochwasser: San Marino. Die älteste und kleinste Republik der Welt, Erdmann, Herrenalb im Schwarzwald 1961
- Fabio Foresti: Quella nostra sancta libertà. Lingue, storia e società nella Repubblica di San Marino, Biblioteca e ricerca, Quaderni della Segretaria di Stato per la Pubblica Istruzione, Affari Sociali, Istituti Culturali e Giustizia 6. Aiep, San Marino 1998, ISBN 88-86051-66-2
- Domenico Gasperoni: I Governi di San Marino. Storia e personaggi, AIEP Editore, Serravalle 2015, ISBN 978-88-6086-118-4